# Cortaderia speciosa
Cortaderia speciosa är en gräsart som först beskrevs av Christian Gottfried Daniel Nees von Esenbeck, och fick sitt nu gällande namn av Otto Stapf. Cortaderia speciosa ingår i släktet Cortaderia, och familjen gräs. Inga underarter finns listade i Catalogue of Life.